# Большая Рязанка
Большая Рязанка — разделённая протока Оби в Ханты-Мансийском АО России. Длина реки составляет 14 км. Восточная оконечность протоки находится в 1707 км по правому берегу реки Обь, западная — на 26 км протоки Мега. На 12 км от западной оконечности впадает река Рязанский Ёган.

## Данные водного реестра
По данным государственного водного реестра России относится к Верхнеобскому бассейновому округу, водохозяйственный участок реки — Обь от впадения реки Вах до города Нефтеюганск, речной подбассейн реки — Обь ниже Ваха до впадения Иртыша. Речной бассейн реки — (Верхняя) Обь до впадения Иртыша.
Код объекта в государственном водном реестре — 13011100112115200041030.